# Alfredo Salafia
Alfredo Salafia (* 7. November 1869 in Palermo, Italien; † 31. Januar 1933 ebenda) war ein italienischer Spezialist für Einbalsamierung.

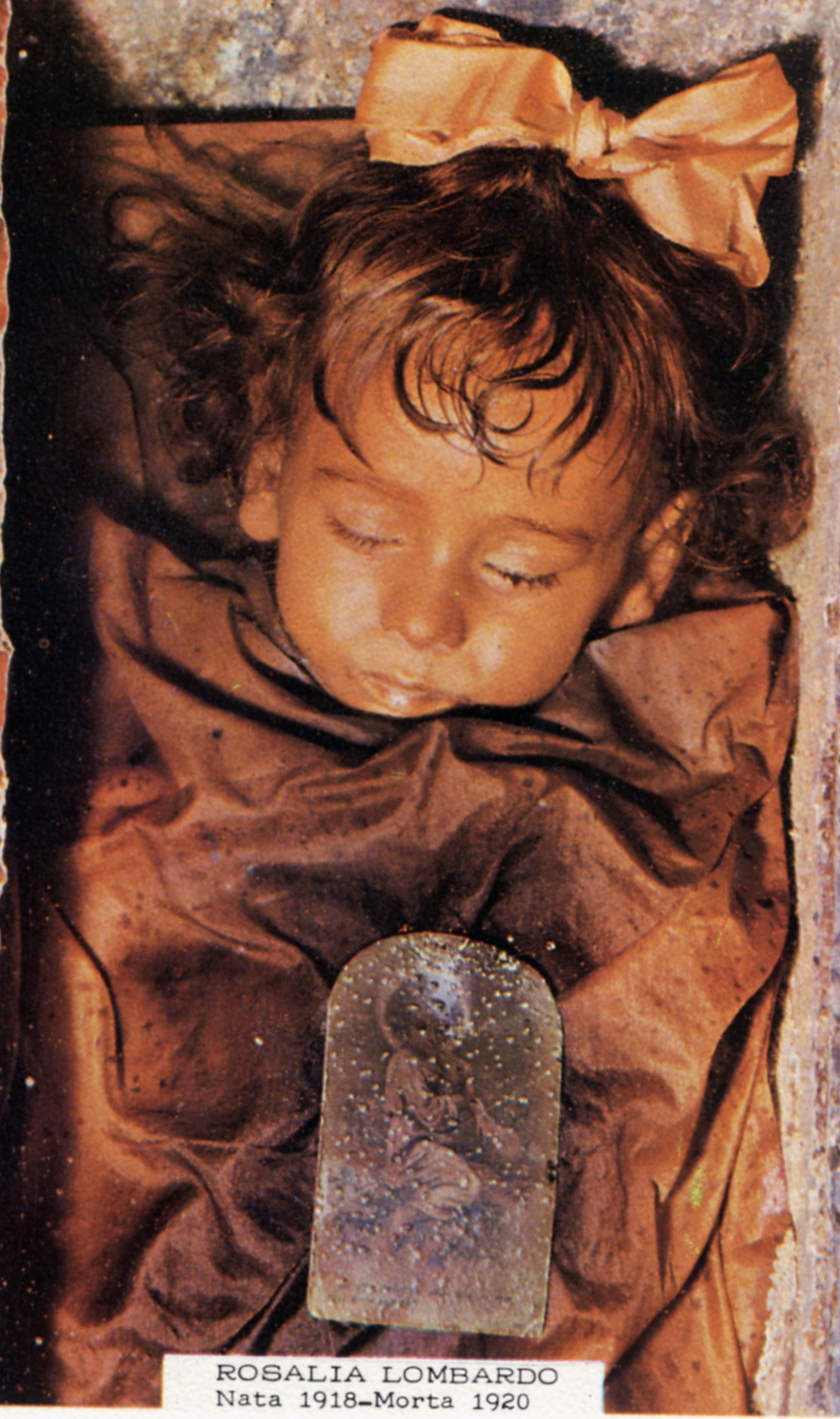
Die einbalsamierte Rosalia Lombardo

Salafia war schon zu Lebzeiten eine Berühmtheit. Er hatte u. a. die Körper von Italiens Premierminister Francesco Crispi (1902) und des Erzbischofs von Palermo Michelangelo Kardinal Celesia (1904) konserviert. Diese Leichen sind so gut erhalten, dass Zeitzeugen bei Exhumierungen berichteten, dass die Personen so aussahen, als seien sie gerade nur eingenickt gewesen. Der Körper Crispis († 1901) war zunächst von Leichenpräparatoren aus Neapel behandelt worden, doch erwiesen sich ihre Methoden als unzureichend. Ein Jahr später erhielt Salafia den Auftrag, den Körper zu retten, was ihm in mehrmonatiger Arbeit auch gelang. Durch Paraffininjektionen konnte er auch die Gesichtszüge Crispis wiederherstellen. Der von Salafia konservierte Körper Celesias († 1904) galt ebenfalls als Sensation. Er war fünf Jahre lang in der Kapuzinergruft von Palermo zu sehen, ehe er in die dortige Kathedrale überführt wurde.
Besonders bekannt wurde Salafia durch die Einbalsamierung von Rosalia Lombardo im Jahre 1920. In einem Bericht aus dem Jahr 2009 über deren Mumie heißt es: „Jedes Härchen auf ihrer pfirsichfarbenen Haut ist erhalten. Das Gesicht ist so zart und friedlich, als sei sie eben erst eingeschlafen. Rosalia gilt als die schönste Mumie der Welt.“ Im März 2009 entdeckten Forscher die Methode seiner Einbalsamierungen. In einem bei Anna Phillipone, der Großnichte von Salafias zweiter Ehefrau, aufgefundenen Nachlasspapier mit dem Titel „Nuovo metodo speciale per la conservazione del cadavere umano interno allo stato permanentemente fresco“ hatte Salafia geschrieben, dass ein Teil Glycerin, ein Teil Formalin, angereichert mit Zinksulfat und Chloriden, dazu ein dritter Teil Alkohollösung mit Salicylsäure die richtige Mischung sei.
Salafia starb an den Folgen eines Schlaganfalls und liegt auf dem Friedhof Santa Maria di Gesù von Palermo begraben. Die Mumien von Salafia sind in der Kapuzinergruft in Palermo ausgestellt.